# آن سوفی
آن سوفی (به هلندی: Ann Sophie) (زاده ۱ سپتامبر ۱۹۹۰) خواننده آلمانی است.
او در مسابقه آواز یوروویژن ۲۰۱۵ نماینده آلمان بود. آخرین تک آهنگ او "درد شبح" در نوامبر 2020 منتشر شد.